# دويي دوكان
دويي دوكان (بالإنجليزية: Duje Dukan)‏ مواليد 4 ديسمبر 1991 في سبليت، هو لاعب كرة سلة أمريكي. بدأ مسيرته الاحترافية في سنة 2015. يلعب في دوري الرابطة الوطنية لفئة التطوير. يحمل الرقم 13. يبلغ طوله 6 قدم 10 بوصة (2.1 م). لعب مع سكرامنتو كينغز في الدوري الأمريكي لكرة السلة للمحترفين ونادي سيدفيتا لكرة السلة في الدوري الكرواتي لكرة السلة الدرجة الأولى.

## إحصائيات المسيرة

### الموسم الاعتيادي
| السنة   | الفريق         | لعب | بدأ | دقيقة | ميداني% | ثلاثية | حرة  | ارتداد | صنع | استلاب | تصدي | نقطة |
| ------- | -------------- | --- | --- | ----- | ------- | ------ | ---- | ------ | --- | ------ | ---- | ---- |
| 2015–16 | سكرامنتو كينغز | 1   | 0   | 24.0  | .200    | .400   | .000 | 4.0    | 1.0 | 1.0    | .0   | 6.0  |
| المسيرة | المسيرة        | 1   | 0   | 24.0  | .200    | .400   | .000 | 4.0    | 1.0 | 1.0    | .0   | 6.0  |

## روابط خارجية
- دويي دوكان على موقع الاتحاد الدولي لكرة السلة (الإنجليزية)
- دويي دوكان على موقع إن بي أي (الإنجليزية)
- دويي دوكان على موقع سبورتس رفرنس (الإنجليزية)
- دويي دوكان على موقع الدوري الإسباني لكرة السلة (الإسبانية)
- دويي دوكان على موقع كرة السلة الأوروبية.كوم (الإنجليزية)
- دويي دوكان على موقع كلية كرة السلة في سبورتس رفرنس.كوم (الإنجليزية)
- دويي دوكان على موقع ريلجم (الإنجليزية)
- دويي دوكان على موقع بروبوليرز (الإنجليزية)
- دويي دوكان على موقع سبورتس رفرنس (الإنجليزية)
- دويي دوكان على موقع سبورتس رفرنس (الإنجليزية)